# Grijsoogbuulbuul
De grijsoogbuulbuul (Iole propinqua) is een zangvogel uit de familie Pycnonotidae (buulbuuls).

## Verspreiding en leefgebied
Deze soort komt voor in het zuidoosten van Azië en telt vijf ondersoorten:
- I. p. aquilonis: zuidelijk China en noordoostelijk Vietnam.
- I. p. propinqua: van oostelijk Myanmar tot zuidelijk China, noordelijk Thailand en noordelijk Indochina.
- I. p. simulator: zuidoostelijk Thailand en zuidelijk Indochina.
- I. p. innectens: uiterst zuidelijk Vietnam.
- I. p. myitkyinensis: noordoostelijk en oostelijk Myanmar.

## Status
De grootte van de populatie is niet gekwantificeerd maar de soort wordt omschreven als plaatselijk vrij algemeen. Op de Rode lijst van de IUCN heeft deze soort de status niet bedreigd.